# The Gunfighter
The Gunfighter is een Amerikaanse western uit 1950 onder regie van Henry King. De film werd destijds in Nederland uitgebracht onder de titel Geschonden glorie.

## Verhaal
De gezochte moordenaar Jimmy Ringo wil zijn misdaadcarrière beëindigen en terugkeren naar zijn ex-vrouw en zijn zoontje. Hij gaat naar hen op zoek in het woestijnplaatsje Cayenne. Tegelijk wordt hij op de hielen gezeten door de broers van zijn laatste slachtoffer en door een jonge knaap die zichzelf als revolverheld wil bewijzen.

## Rolverdeling
| Acteur           | Personage            |
| ---------------- | -------------------- |
| Gregory Peck     | Jimmy Ringo          |
| Helen Westcott   | Peggy Walsh          |
| Millard Mitchell | Mark Strett          |
| Jean Parker      | Molly                |
| Karl Malden      | Mac                  |
| Skip Homeier     | Hunt Bromley         |
| Anthony Ross     | Charlie Norris       |
| Verna Felton     | Mevrouw Pennyfeather |
| Ellen Corby      | Mevrouw Devlin       |
| Richard Jaeckel  | Eddie                |